# (25939) 2001 EQ
(25939) 2001 EQ es un asteroide perteneciente al cinturón de asteroides descubierto el 3 de marzo de 2001 por John Broughton desde el Observatorio de Reedy Creek, Gold Coast (Queensland), Australia.

## Designación y nombre
Designado provisionalmente como 2001 EQ.

## Características orbitales
2001 EQ está situado a una distancia media del Sol de 2,348 ua, pudiendo alejarse hasta 2,731 ua y acercarse hasta 1,964 ua. Su excentricidad es 0,163 y la inclinación orbital 1,914 grados. Emplea 1313,74 días en completar una órbita alrededor del Sol.
Pertenece a la familia de asteroides de (135) Hertha.

## Características físicas
La magnitud absoluta de 2001 EQ es 16,3. 